# 七帝柔道記
『七帝柔道記』（ななていじゅうどうき）は、増田俊也の長編小説。増田の北海道大学柔道部時代の、七帝柔道の体験をもとにした自伝的青春小説・私小説。第4回山田風太郎賞最終候補ノミネート作。
その後、続編である『七帝柔道記II 立てる我が部ぞ力あり』が出版・シリーズ化された。他に『VTJ前夜の中井祐樹』などスピンオフ作品も複数ある。
一丸の作画で『ビッグコミックオリジナル』誌上で漫画化連載され、外伝も含め全7巻の単行本になっている。また、2016年にはNHK-FM放送『青春アドベンチャー』においてラジオドラマ化もされた。

## 概要
戦前行われていた寝技中心の高専柔道を受け継いで、北海道大学、東北大学、東京大学、名古屋大学、京都大学、大阪大学、九州大学の旧帝国大学7大学で現在も行われている七帝柔道を題材に、昭和の風景が描かれる。実在の人物と架空の人物が混交しているが、他大学の選手も含め、登場人物のモデルのうち何人かは実名で描かれている。
増田は、作品に出てくる人物のモデルたちを、リアルタイムで書く評論などに「その後」の人生を織り交ぜて登場させたり、また登場人物のモデルたちと時々雑誌上で対談したりし、彼らのキャラクターに膨らみを持たせて大きな世界観を構築している。
戦前、旧制第四高等学校で高専柔道を経験した井上靖の自伝的青春小説『北の海』の続編を意識して書かれた作品である。井上は『北の海』の中で四高の柔道部員にスカウトされ、「体格や才能がものをいう立技と違い、寝技は練習量がすべてを決定する柔道だ」「白帯でも体格が小さくても才能がなくても寝技なら練習量を増やせば必ず強くなれる」という言葉に惹かれて入部している。

## ストーリー

### 七帝柔道記

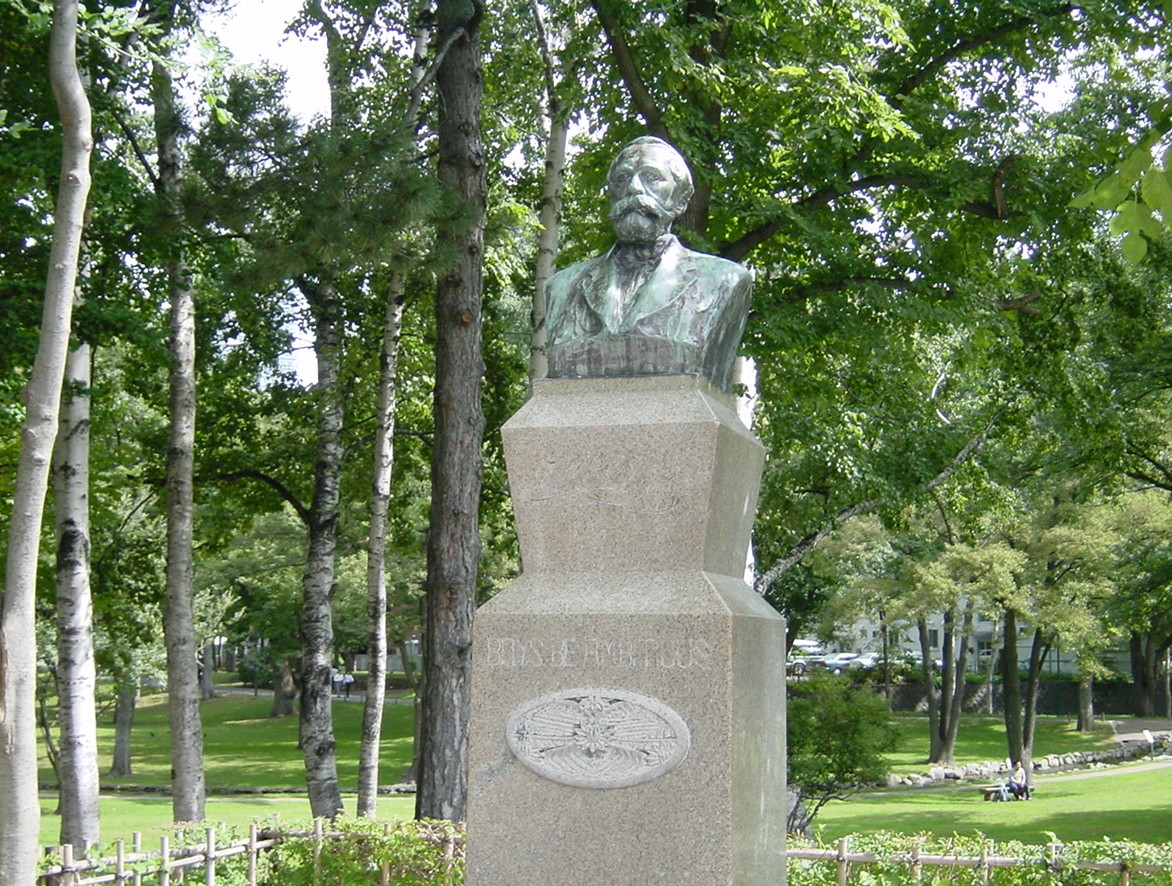
北海道大学構内のクラーク博士像

愛知県立旭丘高等学校で柔道部に所属していた増田俊也は、ある日、地元の名古屋大学柔道部の部員たちにスカウトされ、その寝技のあまりの強さに驚き、名大部員たちに紹介された井上靖の『北の海』を読んで、自分も七帝柔道をやってみたいと思う。そして北海道大学柔道部へ入ることを決意し、2浪の末に入学した。
だが憧れて入学した北大柔道部は、戦前の高専大会で全国優勝し、戦後の七帝戦でも常に優勝を争っていたかつての北大ではなく、選手の小型化が進み、部員も少なく、七帝戦で連続最下位を続けている弱小チームだった。
金澤裕勝主将のリーダーシップのもと猛練習が重ねられるが七帝戦本番では結果を出すことができなかった。そして幹部はその下の学年、和泉唯信主将の代に移る。旧七帝大の他校の柔道部から馬鹿にされ、北大内の他の体育会の部からも蔑まれ、廃部説さえ流れる状況の中で、鬼となった和泉唯信主将のもと、北大柔道部は必死に突破口を見出そうと、さらに練習量を極限まで増やしていく。
北海道警察の特練柔道部（全日本選手権やオリンピックを目指している柔道界のエリート集団）への連日の出稽古、ウェイトトレーニングコーチによる容赦のないハードトレーニング、そして普段の寝技乱取りで先輩たちに絞め落とされ、抑え込まれ、涙と鼻水を流しながら向かっていく。
部員たちは泣いてばかりいる。俺たちは一向に強くなれないと泣き、試合後も負けて泣く。「なぜ北大に来てまで、将来柔道で食っていくわけでもないのにこんなに苦しい練習をしなければならないのか」と泣く。
個性ある先輩、同期、後輩たちに囲まれて北国・札幌市で学生生活を送る北大柔道部員たち。春に若葉が萌える巨木、秋の紅葉、積雪が1メートルを超える地吹雪の中を、旅行やデートで青春を謳歌する一般学生たちを横目に、ただ苦しい寝技の練習を繰り返す。深い雪に閉ざされた札幌の街で、友情が芽生え、恋愛をし、少年だった新入部員たちは青年へと成長していく。
そして和泉唯信主将の代が4年目となり、チームは最後の七帝戦が開催される仙台へと乗り込む。主人公たちも2年目となり、「強い北大」の復活のために七帝戦を必死に戦う。

### 七帝柔道記II 立てる我が部ぞ力あり
続編の場面は初雪が舞い始めた札幌の10月から始まる。和泉唯信主将の代が引退し、3年目の後藤孝宏主将の代へと幹部が交代していた。北大柔道部員たちは練習試合を含め4時間以上に及ぶ練習を重ねている。11月にある対東北大学定期戦に向けての延長練習である。しかし幹部学年はわずか3人で全員が小柄。フィジカルが弱くて戦力にならないため、北大の抜き役は2年目の増田と竜澤の2人のみという最悪の状況だった。
この定期戦の前日、北大柔道部に東北大陣営の不遜な言葉が伝わってくる。上級生たちが「札幌には観光に来ただけだ。おまえたちだけで片付けろ」と後輩たちに言っているというのだ。あまりの侮辱に北大選手たちは怒り心頭に発するが、その言葉どおり、東北大の上級生を引っ張り出す前に、大差で完敗してしまう。
北大のその後の練習はさらに過酷なものになっていく。後藤主将は自らも分け役ではなく抜き役になるため、蒼白の顔で乱取りの本数を増やし、トレーニングの量を増やす。そして翌年の夏七月、北海道大学柔道部は悲愴なる覚悟で七帝戦に臨んだ。しかし他大学にまったく歯が立たない。
七帝戦後、主将に就任した竜澤宏昌はこの状況を変えるためにさらに練習量を増やしていく。しかし竜澤と共に部を引っ張る副主将の増田は怪我でぼろぼろだった。だが、やがて柔道部にほんの少しずつ変化の兆しが見えてくる。そして竜澤や増田ら幹部が4年目になった7月。七帝戦のためにこの年の試合開催地である名古屋へ乗り込む。抽籤のすえ1回戦の相手は「札幌には観光に来た」と2年前に侮辱してきた東北大学に決まった。異常気象の影響で気温が上がり続ける灼熱の名古屋で、北大メンバーはあの屈辱を晴らさんと強豪の東北大学を相手に3時間に及ぶ死闘をすることになる。

## 後輩たちへの鎮魂歌
この『七帝柔道記』について、増田は『VTJ前夜の中井祐樹』の中で、3期下（増田が4年目の時の1年目）の主将・吉田寛裕（24歳で夭折）と、吉田の同期で副主将をつとめた中井祐樹（バーリトゥードジャパンオープン95で右目を失明し、引退を余儀なくされた総合格闘家）への鎮魂歌であるとしている。そして「私が書かなくていったい誰が書いてくれるというのか」と、『七帝柔道記』に対する思いを記している。

## 主な登場人物

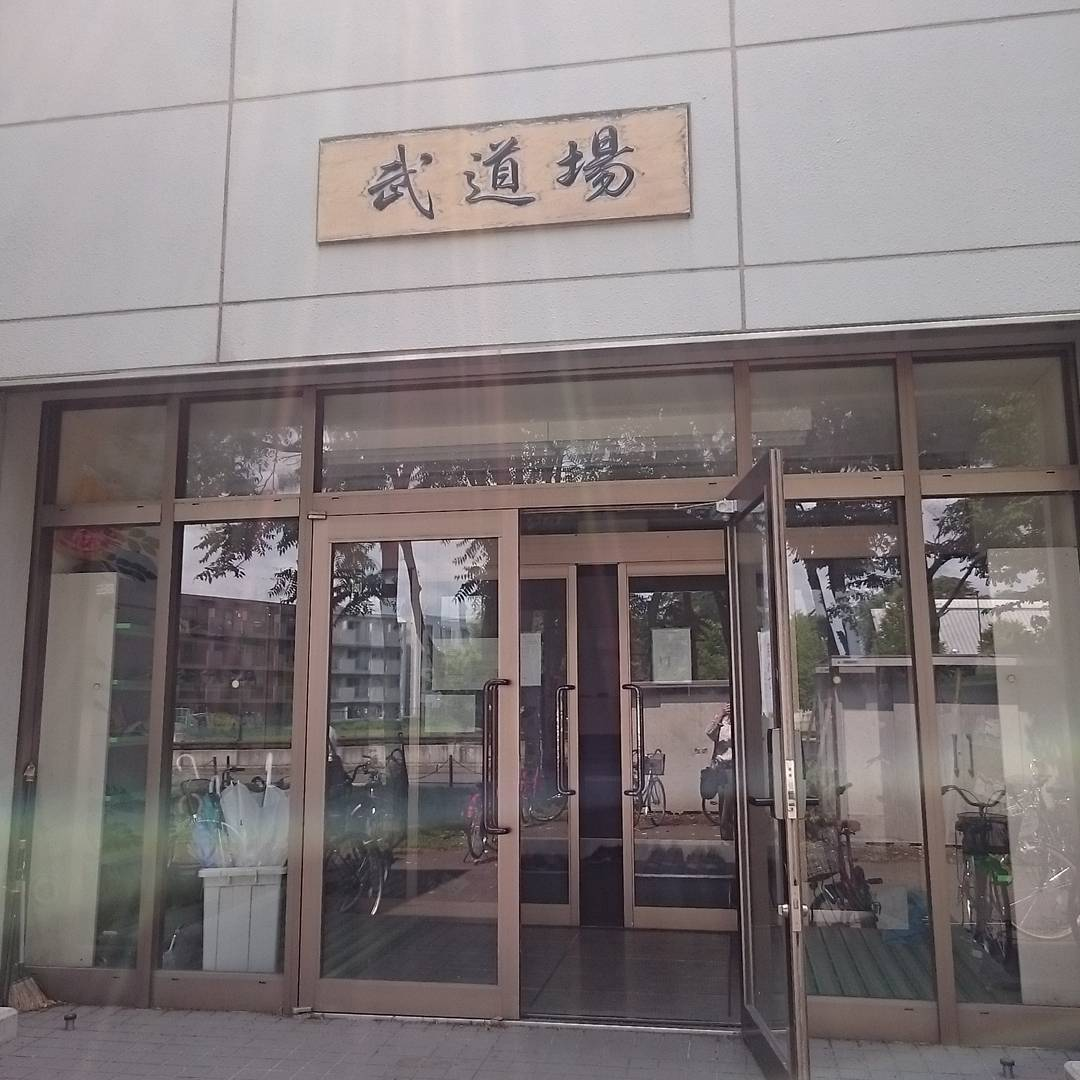
実在の北海道大学武道場

増田俊也
主人公。名古屋の旭丘高校出身。入学時に「北大には柔道をやりにきました」と挨拶した。1年目から七帝戦のレギュラーになるが抑え込まれて敗れてしまう。
竜澤宏昌
増田の同期で山梨県出身。ワガママできかん気だが、やがて柔道の実力も伸び、増田と親友となっていく。増田と身長も体重もほぼ同じ。
沢田征次
佐賀造士館高校出身で、寝技で世界に知られた超有名指導者に育てられた。3浪のため2浪の増田よりさらに年齢が上。同期生のなかで最強だが、あまりに横暴なので人間関係で浮いている。
工藤飛雄馬
父親が高校野球の指導者のため「飛雄馬」という名前を付けられてしまった。
和泉唯信
増田の2期上の主将。広島出身でつねに広島弁で話す。夜は北大界隈で飲み回っている。金澤主将引退後に主将に就くや凄まじいリーダーシップで部員たちを引っ張る。
後藤孝宏
増田の1期上の主将。理学部生物学科植物学専攻。小柄で非力だが、分け役としてカメを磨き続け、増田たちの代を体を張って助ける。酒が強く柔道部一の酒豪、ときどき増田たちは酒場で出会う。
瀧波憲二
増田の同期の応援団長。長髪に髭を生やし、団伝統のボロボロの着物を着、高下駄を履いて北大界隈を歩いている。増田と同じく留年を繰り返している。
木村聡
増田の同期のラグビー部員。前歯が折れて無く、大八木淳史より怖いとたとえられる豪胆な風貌。恵迪寮の相撲大会で横綱を張る。増田や瀧波と同じく留年を繰り返す。

## 主な舞台

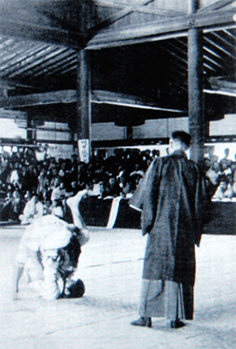
七帝柔道の前身である戦前の高専柔道大会で下のポジションから新兵器「前三角絞め」を繰りだす六高の選手（1920年代の写真）

北海道大学柔道場
北海道大学武道館の2階にある。物語のほとんどは、この柔道場の中で展開する。天井が高く、天窓があり、抑え込まれるたびに外の木々の枝が風にそよぐのが見える。
北海道大学キャンパス
増田が留年を繰り返して学部に進学しないため、出てくる校舎は教養部の建物が多い。日本一広い大学のため、キャンパスの真ん中をまっすぐ貫くメインストリートは向こうがかすんで見えないほど。
みちくさ（居酒屋）
増田が入部時に、2期先輩の和泉唯信に初めて連れていかれた居酒屋。とんでもなく粗末で狭い。ママは大場久美子の叔母。北大正門近くにある。既に閉店している。
北の屯田の館（居酒屋）
北大柔道部の山内義貴トレーニングコーチの経営する居酒屋。北24条にある。北海道警特練柔道部や陸上などの一流アスリートが常連として来ている。既に閉店している。
みねちゃん（居酒屋）
北大柔道部のレスリングコーチのみねちゃんが経営する居酒屋。北18条のカネサビル内にある。他の体育会部員たちも常連としてたくさん来ている。2010年に閉店している。
バップ（ジャズバー）
増田や竜澤がよく行く店で「みねちゃん」と同じくカネサビルの中にある。マスターは鈴木真也といい、映画『イージー・ライダー』に出てくるヒッピーのような風貌で、長髪で口髭を生やしている。様々な北大体育会の面々が常連として来ている。
イレブン（喫茶店）
略称「くりぜん」と呼ばれるクリームぜんざいを柔道部員が食いに行くところ。1988年に閉店している。
正本（寿司屋）
略称「梅ジャン」と呼ばれる梅ジャンボ寿司を柔道部員が食いに行くところ。梅ジャンは一つの寿司がおにぎりほどの大きさがある。2006年に閉店している。
宝来（中華料理屋）
略称「チャン大」と呼ばれるチャーハンの大盛りを柔道部員が食いに行くところ。北24条にある。現存している。

## 漫画
一丸の作画で漫画化されている。『ビッグコミックオリジナル』（小学館）に2014年8号から2016年9号まで不定期連載された後、『ビッグコミックオリジナル増刊』へ移籍して2016年7月号から2019年7月号まで連載された。のち、増田の『VTJ前夜の中井祐樹』を原作とした『七帝柔道記外伝』が同増刊2020年7月号から2021年9月号まで連載されている。
- 増田俊也（原作）、一丸（作画）『七帝柔道記』小学館〈ビッグコミックス〉、全6巻
  1. 2014年12月26日発売、ISBN 978-4-09-186709-4
  2. 2015年11月30日発売、ISBN 978-4-09-187348-4
  3. 2016年5月30日発売、ISBN 978-4-09-187619-5
  4. 2017年6月30日発売、ISBN 978-4-09-189542-4
  5. 2018年9月28日発売、ISBN 978-4-09-860086-1
  6. 2019年9月30日発売、ISBN 978-4-09-860416-6

## ラジオドラマ
NHK-FM『青春アドベンチャー』枠にてラジオドラマ化され、2016年5月30日から6月10日の日程で放送された（全10回）。
出演
- 柄本佑
- 野間口徹
- 政岡泰志
- 寺部智英
- 島崎裕気
- 渡部豪太
- 松田悟志
- 児島功一
- 岸井ゆきの
- 有福政志